# Plica

Figura 1. Partes de una nota:
1.- Corchete
2.- Plica
3.- Cabeza

En música, la plica es la barra vertical que surge de la cabeza de las figuras musicales, a excepción de la redonda y la cuadrada. La contienen la blanca, la negra, la corchea, la semicorchea, la fusa, la semifusa, la garrapatea y la semigarrapatea.

## Dirección de la plica
La dirección de la plica depende de la posición de la nota. Cuando el sonido representado está por debajo de la tercera línea del pentagrama, todas las figuras que llevan plica se dibujan con ésta a la derecha de la cabeza de la nota y hacia arriba. Mientras que cuando la nota está por encima de la tercera línea, se dibujan con la plica a la izquierda de la cabeza de la nota y hacia abajo. (ver Figura 2). En el caso de que la cabeza de la nota esté sobre la tercera línea, la plica puede ir hacia arriba o hacia abajo. 
No obstante, esta regla no es absoluta ya que puede variar cuando es necesario ligar varias notas o cuando se representa más de una voz. De hecho en las obras polifónicas la orientación de las plicas ayuda a distinguir las diferentes voces.
El corchete o los corchetes, que tienen la forma de ganchos o rabillos, siempre deben ir del lado derecho de la plica curvados hacia la derecha. Cuando la plica apunta hacia arriba el corchete comienza en la punta superior y se curva hacia abajo. Mientras que cuando la plica apunta hacia abajo el corchete comienza desde la punta inferior y se curva hacia arriba.

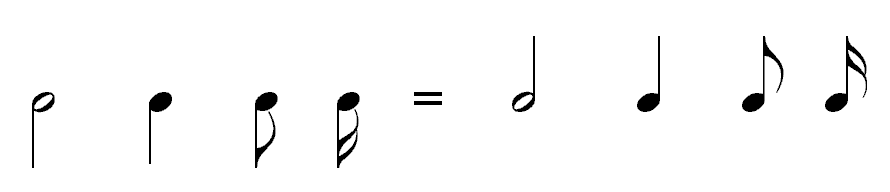
Figura 2. Posición de la plica de las notas musicales

## Uniones de plicas
Cuando varias corcheas, semicorcheas, fusas o semifusas están cerca una de la otra y se encuentran dentro de la misma unidad de pulso, las plicas se conectan con una línea gruesa más o menos horizontal según la dirección general de las notas a unir (ver Figura 3). En los compases de subdivisión ternaria (3/8, 6/8, 9/8, 12/8...) las corcheas se suelen unir en grupos de tres.
En la música vocal a menudo se le asigna una sílaba diferente a cada nota y cuando una sola sílaba es asignada a varias notas se suelen dibujar enlazadas. Si bien, en el caso de las semifusas no es frecuente que se separen en estos tipos de música dada su brevedad.

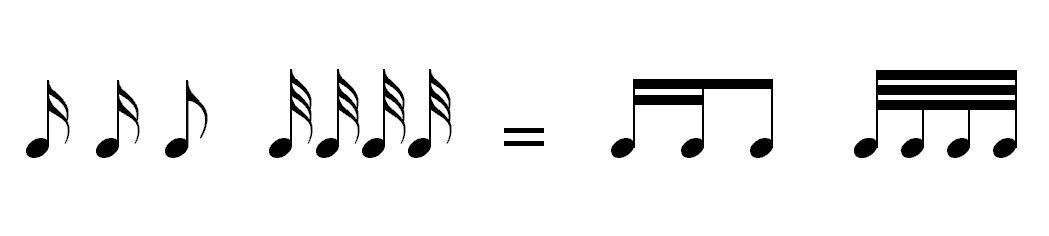
Figura 3. Ejemplos de varias figuras sueltas y enlazadas.